# بحبح في بغداد (فلم)
بحبح في بغداد هو فيلم مصري صدر عام 1942، من بطولة فوزي الجزايرلي، حورية محمد وإخراج حسين فوزي.

## فريق العمل
إخراج: حسين فوزي

## بطولة
- فوزي الجزايرلي (الأسطى بحبح)
- حورية محمد (الجارية بدور)
- محمود المليجي (قمر الدين)
- سعاد زكي (شمس النهار)
- بشارة واكيم (الشيخ مخلوف)
- عبد المجيد شكري
- عبد العزيز خليل (القاضي)
- رياض القصبجي
- محمود شكوكو